# Daniel Nermark
Karl Daniel Nermark, född 30 juli 1977, är en svensk före detta speedwayförare. Han vann SM-guld med Valsarna 1998 och 1999 samt blev svensk mästare individuellt 2012. Nermark avslutade karriären 2014 med Västervik.

## Meriter
- Individuellt SM Guld 2012
- Lag-VM brons 2008
- Best pairs 2008 (Kauko Nieminen)
- Premier League Champion 2007
- Premier Throfé 2007
- Knock Out Cup 2007
- Premier League Rider of the year 2007
- Scottis Open Champion 2007
- North Island Championship 2006
- Norwegian League Champion 2004
- Lifzig Mastercup Champion 2003
- Lag-SM guld 1998 & 1999